# Campionati del mondo di ciclocross 1967
I Campionati del mondo di ciclocross 1967 si svolsero a Zurigo, in Svizzera, il 18 febbraio. Per la prima volta si tennero due gare separate per le categorie "Professionisti" e "Dilettanti".

## Medagliere
| Pos.   | Nazione        | Oro | Argento | Bronzo | Totale |
| ------ | -------------- | --- | ------- | ------ | ------ |
| 1      | Francia        | 1   | 0       | 0      | 1      |
| 1      | Italia         | 1   | 0       | 0      | 1      |
| 3      | Belgio         | 0   | 1       | 0      | 1      |
| 3      | Germania Ovest | 0   | 1       | 0      | 1      |
| 5      | Svizzera       | 0   | 0       | 2      | 2      |
| Totale | Totale         | 2   | 2       | 2      | 6      |

## Sommario degli eventi
| Eventi                  | Oro                    | Tempo    | Argento                          | Tempo   | Bronzo                      | Tempo   |
| Uomini                  |                        |          |                                  |         |                             |         |
| Professionisti dettagli | Renato Longo Italia    | 1:17'32" | Rolf Wolfshohl Germania Ovest    | a 3'49" | Hermann Gretener Svizzera   | a 9'19" |
| Dilettanti dettagli     | Michel Pelchat Francia | 1:10'36" | Julien Van Den Haesevelde Belgio | a 2'20" | Peter Frischknecht Svizzera | a 2'24" |